# ルイ・エルサン
ルイ・エルサン（仏: Louis Hersent, 1777年3月10日 - 1860年10月2日）は、フランスの画家、版画家である。

## 略歴
パリで生まれた。父親も版画家であった。ジャック＝ルイ・ダヴィッドやジャン＝バプティスト・ルニョーに学んだ。1797年に歴史画を出展して、ローマ賞の2位を得た。ダヴィッドの流れをくむ新古典派の画家であった。肖像画家として多くの作品を描いた。サロン・ド・パリには1802年から1831年までほぼ毎年出展した。
1822年に美術アカデミーの会員に選ばれ、1825年にアンヌ＝ルイ・ジロデ＝トリオゾン（1767年-1824年）の後継として、パリの国立高等美術学校の教授に選ばれた。
1821年に測量学者の娘で、シャルル・メニエから絵を学んだ画家でもあった、ルイーズ・マリ＝ジャンヌ・エルサン（旧姓:モーデュイ、Louise Marie-Jeanne Hersent-Mauduit:17841862）と結婚した。ルイーズはパリの自宅に女性のための絵画学校を開いた。
1825年にレジオンドヌール勲章（オフィシエ）を受章した。

## 作品

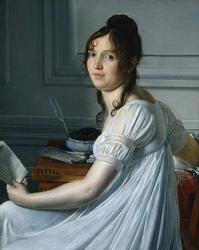
Sophie Crouzet｢ソフィー・クルゼ｣
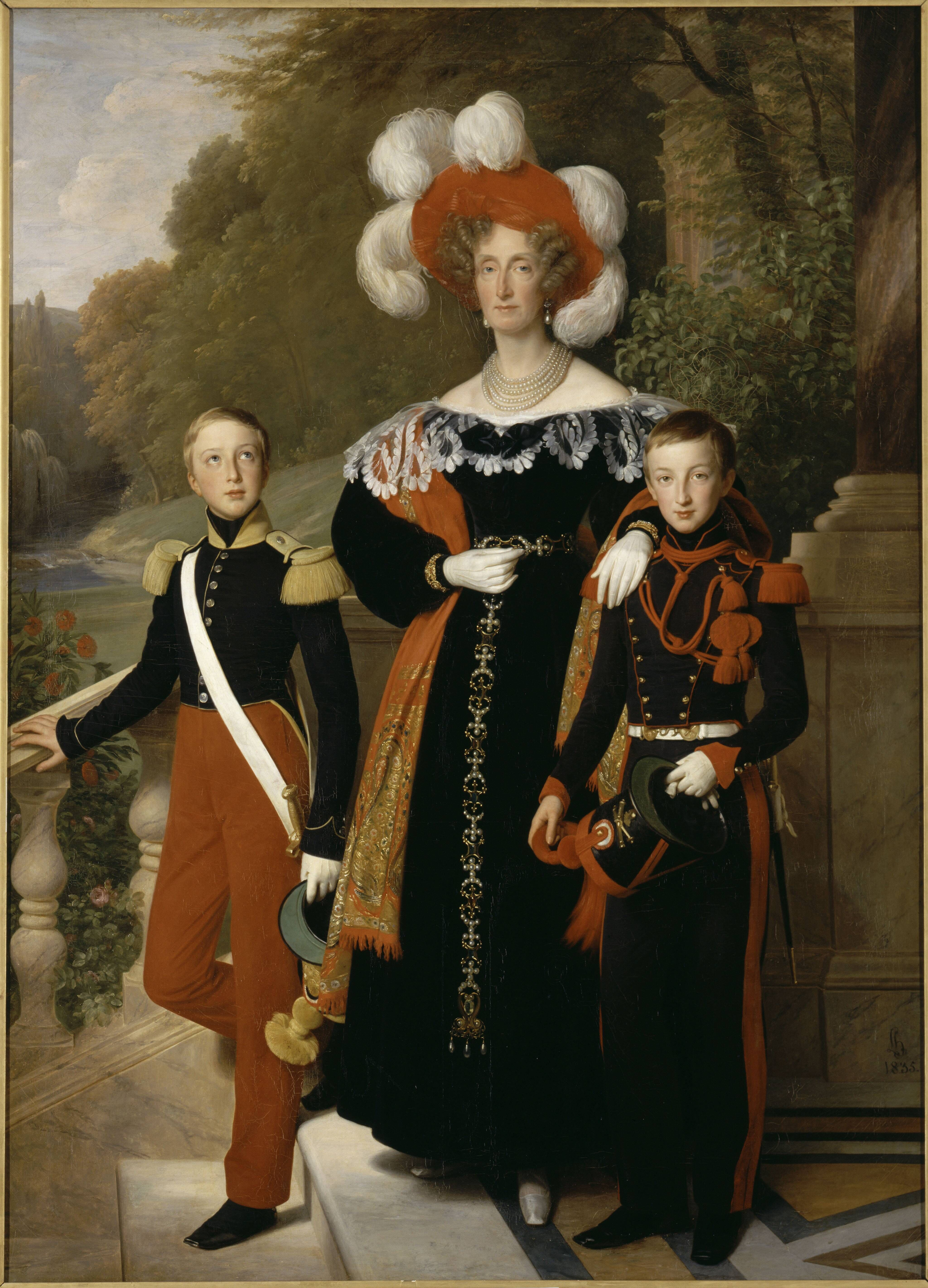
マリー・アメリー・ド・ブルボンと息子たち
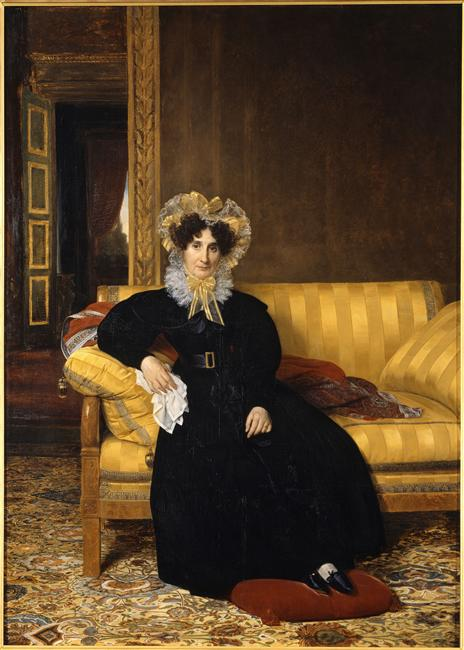
Madame Jean-Charles Clarmont｢クラルモン夫人｣
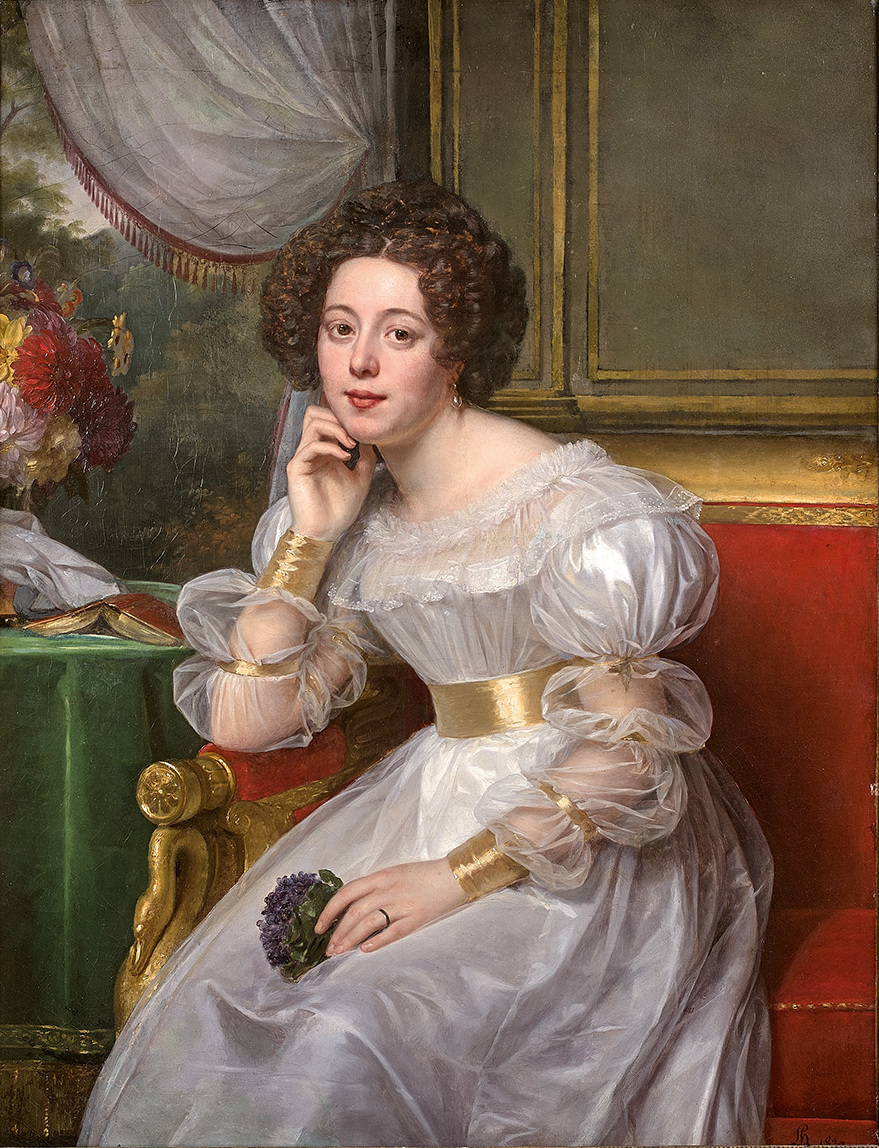
madame Demetz｢デメッツ夫人｣
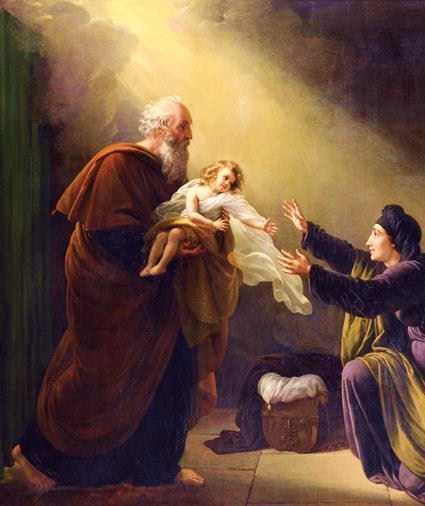
｢ザレパテの未亡人の子を蘇生する預言者エリヤ｣
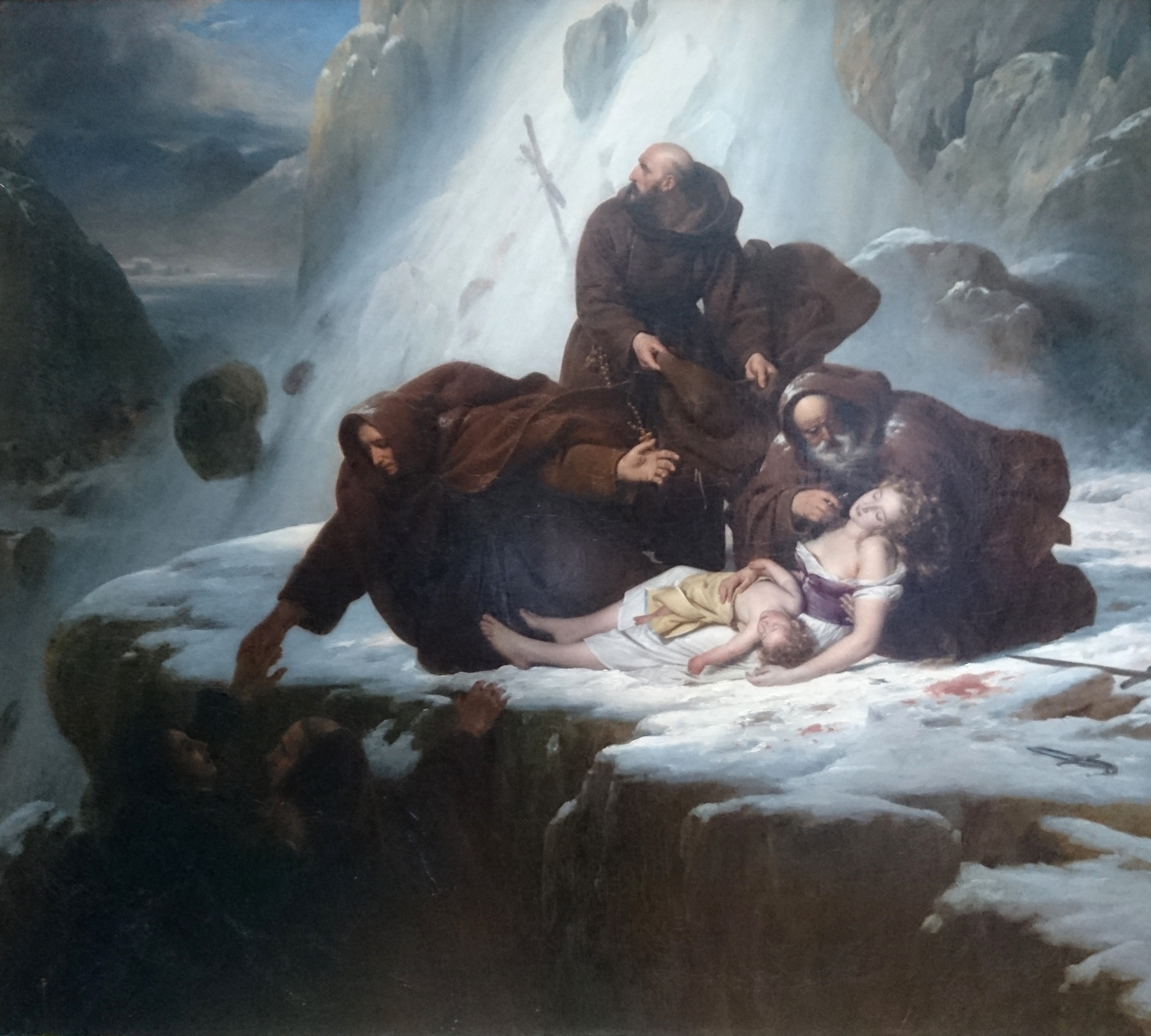
モン・サン・ゴターの姉妹
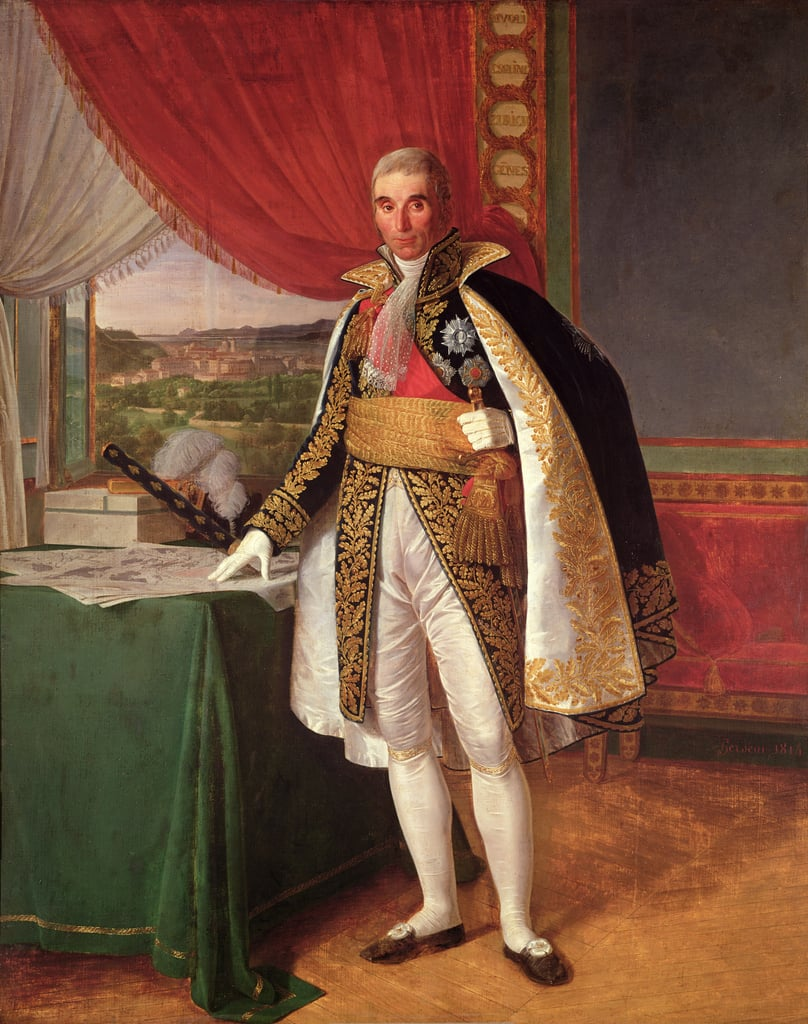
アンドレ・マッセナ
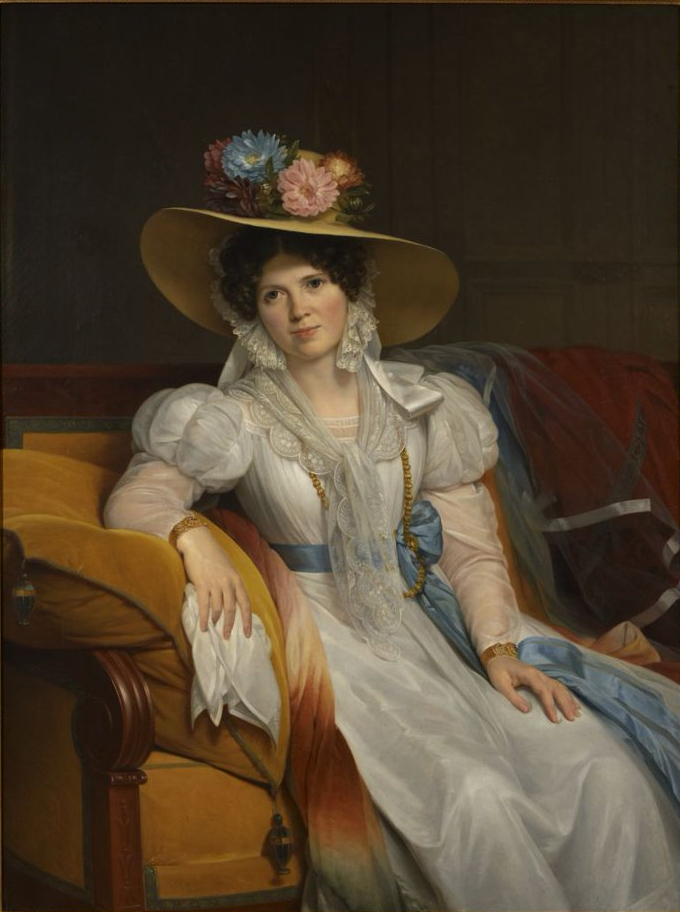
Mme Casimir Perier｢カジミール・ペリエ大統領夫人｣

## エルサンの学生
エルサンに学んだ画家には次のような人物がいる。
- フランソワ＝アレクサンドル・ペルノー (fr) (1793-1865)
- イポリット＝ジョゼフ・キュヴェリエ (fr) (1803-1876)
- ジャック・レイモン・ブラスカサット (1805-1867)
- シャルル・グレール (1806-1874)
- コンスタン・デュティユー (1807-1865)
- イポリット・フランドラン (1809-1864)